# ChromePlus
ChromePlus — браузер з відкритим вихідним кодом на основі проекту «Chromium», що розробляється канадською компанією Maple Studio, і використовує для відображення вебсторінок відкритий рушій «WebKit». Браузер розробляється, як повноцінна заміна Google Chrome, володіючи рядом функцій, недоступних браузеру від Google. Перша публічна версія «ChromePlus» для Microsoft Windows вийшла 14 липня 2009 рік.

## Технічні характеристики
ChromePlus по функціональності абсолютно ідентичний «Chromium», а саме зборках, використовуваним Google в Stable-каналі оновлень, але канадські розробники додали такі функції:
- Жести мишею
- Вбудований менеджер закачувань [3]
- Закриття вкладок подвійним натисканням
  - У версії 1.4.0.0 з'явилася можливість закриття вкладки ПКМ.
- «Суперперетягування»
- IE Tab (запуск вкладок в режимі «Internet Explorer» з використанням рушія рендерінгу сторінок Microsoft Trident)
- Вбудований блокувальник реклами
- Можливість налаштовувати параметри запуску через графічний інтерфейс браузера
- Захист особистої інформації користувача.[4]
  - Покращена політика очищення приватної інформації
  - Не включені в поставку збірки компоненти, що стежать за корисувачем в «Google Chrome»
- У версії 1.5.2.0 з'явилася підтримка mht-файлів.[5]

## Проходження тестів на відповідність специфікаціям W3C
- Версія 1.3.9.0 повністю проходить тести Acid2 і Acid3.
- ChromePlus 1.4.0.0 набирає 197 +7 балів в тесті на підтримку HTML 5 [6]
- ChromePlus 1.4.0.0 повністю проходить CSS3 Selectors Test [7]

## Продуктивність
ChromePlus, будучи браузером на основі проекту Chromium, використовує високопродуктивний  рушій JavaScript V8.

## Нагороди
- Іспанський портал програмного забезпечення Softonic оцінив ChromePlus, як видатний браузер.[9]
- Румунський портал Softpedia гарантує, що ChromePlus не містить віруси, шкідливе і шпигунське ПЗ.[10]
- Редактори американського порталу Software Cockltail привласнили браузеру нагороду Вибір редакторів [11]